# WrestleMania 31
Cet article concerne l'édition 2015 du pay-per-view WrestleMania. Pour toutes les autres éditions, voir WrestleMania.
 (novembre 2016).
Si vous disposez d'ouvrages ou d'articles de référence ou si vous connaissez des sites web de qualité traitant du thème abordé ici, merci de compléter l'article en donnant les références utiles à sa vérifiabilité et en les liant à la section « Notes et références ».
L'édition 2015 de WrestleMania 31 est une manifestation de catch (lutte professionnelle) télédiffusée, visible en paiement à la séance, sur le WWE Network ainsi que sur la chaîne de télévision française AB1. L'événement, produit par la World Wrestling Entertainment (WWE), a eu lieu le 29 mars 2015 au Levi's Stadium à Santa Clara, dans l'État de Californie. Il s'agit de la trente-et-unième édition de WrestleMania, plus grande représentation annuelle de divertissement-sportif et troisième pay-per-view en 2015 à la WWE. La WWE révèle aussi qu’en plus des 1,370 millions de téléspectateurs sur le WWE Network pour WrestleMania, 259 000 foyers ont vu le pay-per-view par voie traditionnelle. 
L'événement a reçu des critiques très positives des fans et de la critique ; certains critiques le décrivent comme l'un des meilleurs WrestleMania de tous les temps. La WWE a rapporté que le spectacle a été les plus grosses recettes de l'histoire de la WWE, dessinant un chiffre d'affaires de 12,6 millions de dollars. La WWE a également affirmé un chiffre de fréquentation de 76 976 spectateurs battant un record de fréquentations au Levi's Stadium.

## Contexte

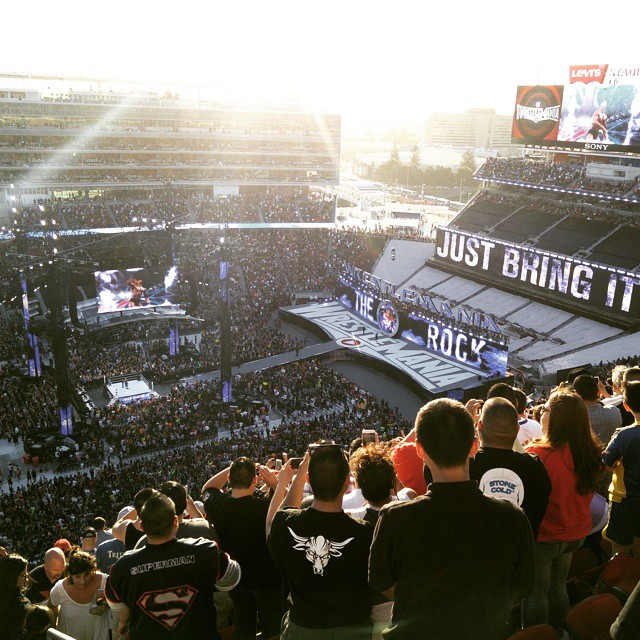
Le Levi's Stadium lors de WrestleMania 31

Les spectacles de la WWE en paiement à la séance sont constitués de matchs aux résultats prédéterminés par les scénaristes de la WWE. Ces rencontres sont justifiées par des storylines — une rivalité avec un catcheur, la plupart du temps — ou par des qualifications survenues dans les émissions de la WWE telles que Raw, SmackDown, Superstars et Main Event. Tous les catcheurs possèdent un gimmick, c'est-à-dire qu'ils incarnent un personnage gentil ou méchant, qui évolue au fil des rencontres. Un pay-per-view comme WrestleMania est donc un tournant pour les différentes storylines en cours

### Rivalité entre Roman Reigns et Brock Lesnar

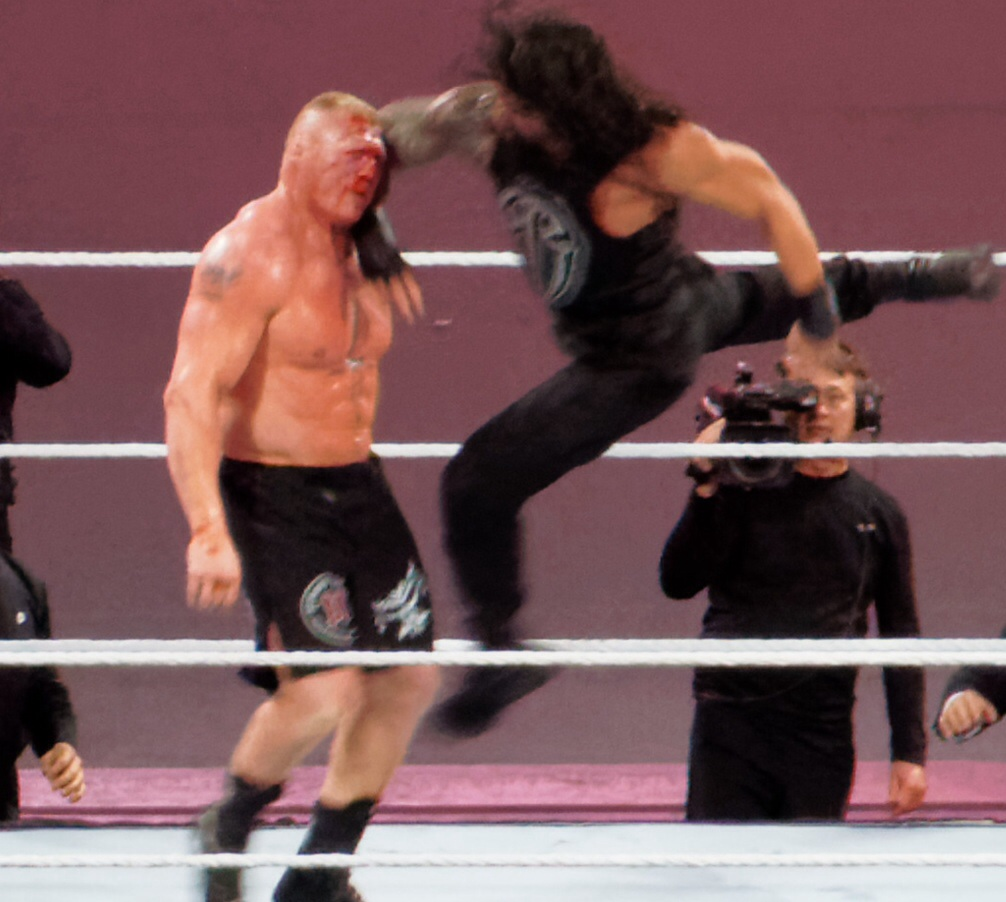
Roman Reigns dans le combat face à Brock Lesnar.

Au Royal Rumble (2015), Brock Lesnar défendait son titre contre Seth Rollins et John Cena tandis que Roman Reigns gagnait le royal rumble, mais à la suite de sa fin dite controversée par Triple H, le soir même à Raw il organise un match entre Daniel Bryan et Seth Rollins que Daniel Bryan remporte grâce à une intervention de Roman Reigns qui effectue le Superman Punch sur Rollins. À Fast Lane, Roman Reigns bat Daniel Bryan avec un spear et gagne le droit d'affronter Brock Lesnar pour le WWE World Heavyweight Championship a WrestleMania 31. Le lendemain à Raw, une confrontation a lieu entre le challenger Roman Reigns et l'avocat du champion Paul Heyman qui affirme que son client est invincible mais le challenger lui, affirme qu'il battra Brock Lesnar et qu'il deviendra le nouveau champion et qu'il faut le croire.

### Rivalité entre Triple H et Sting

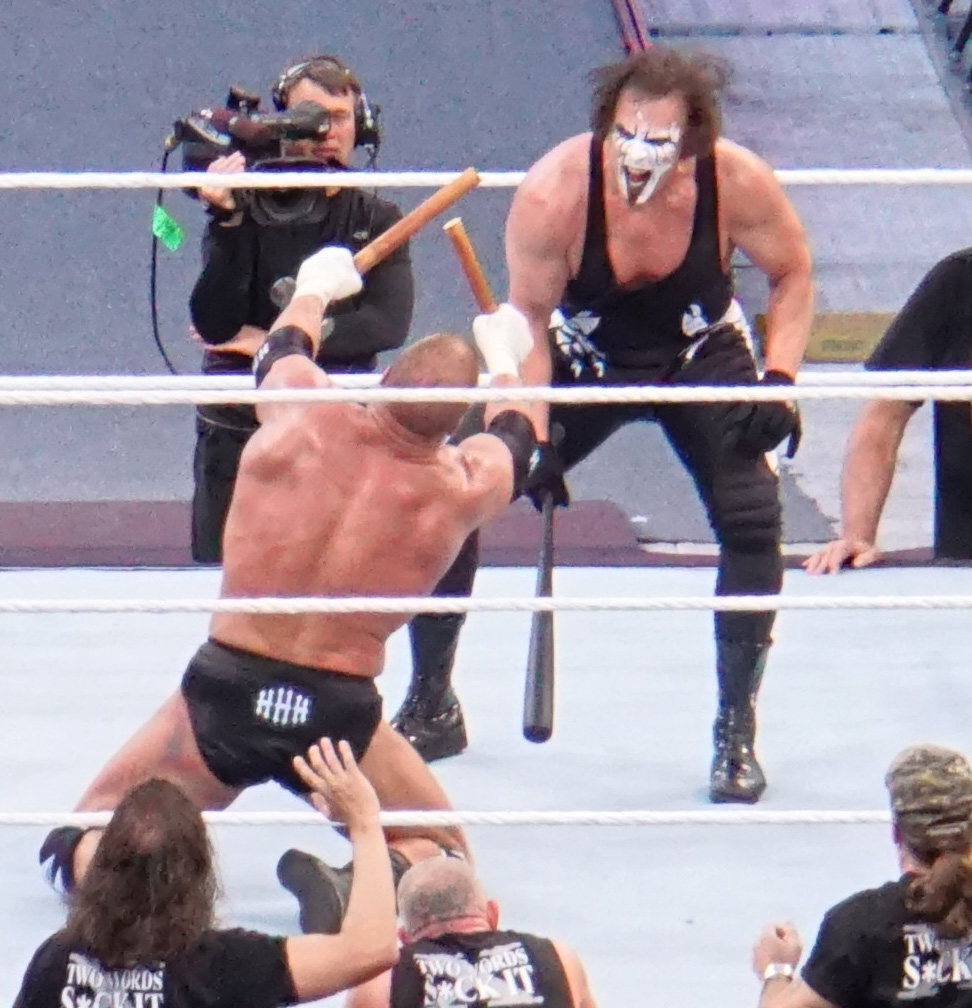
Triple H face à Sting.

Lors des Survivor Series (2014), Sting intervient dans le match opposant The Authority à l'équipe de John Cena faisant gagner l'équipe de ce dernier après avoir attaqué Triple H faisant perdre le pouvoir à Stephanie McMahon et Triple H. Le 19 janvier à Raw, Sting fait sa toute première apparition à Raw en faisant perdre The Authority contre John Cena permettant à Dolph Ziggler, Ryback et Erick Rowan de retrouver leur emploi. À la suite de cela Triple H décide de défier Sting pour un face-à-face lors de Fast Lane que ce dernier accepte le 9 février à Raw. Lors de Fast Lane, les deux hommes se confrontent et cela se termine en bagarre où Sting défie Triple H à un combat lors de WrestleMania 31 ce que ce dernier accepte avant d'encaisser un coup de batte et un Scorpion Death Drop du Stinger. Le 23 mars à Raw, Sting commence le show sous une ovation est là pour faire redescendre Triple h qui pour lui a grimpé les échelons à la WWE par des coups bas. Stéphanie arrive et se moque de lui, elle veut le claquer mais Sting prend son bras, ce qui fait venir Triple H.
Ce dernier, énervé, veut aller dans le ring, Stéphanie lui tend une masse mais Sting sort sa batte. Les deux se regardent intensivement, jusqu’à ce que Steph fasse repartir HHH en lui disant d’attendre encore 6 jours.

### Rivalité entre Bad News Barrett et plusieurs superstars

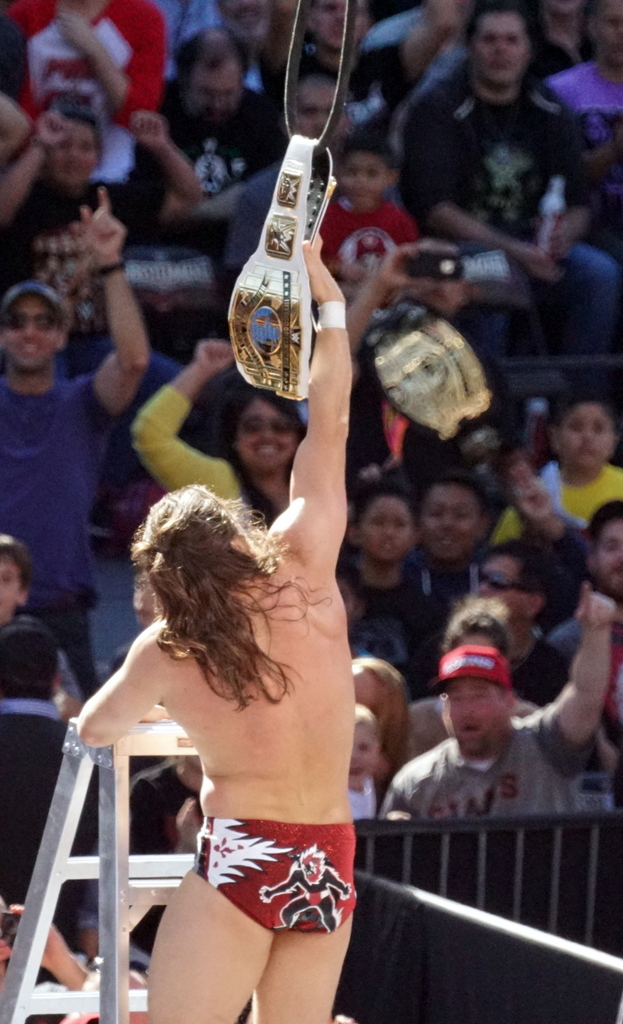
Daniel Bryan décrochant la ceinture

Le jeudi 26 février 2015 à la suite de son émission hebdomadaire Thursday Night Smackdown, la WWE annonce sur son site internet que Bad News Barrett remettra en jeu son championnat Intercontinental dans un Ladder Match à WrestleMania 31. La WWE ajoute que le champion devra faire face à "plusieurs adversaires".
À partir de ce moment-là, de nombreuses superstars vont progressivement voler la ceinture de Bad News Barrett semaine après semaine, comme Dean Ambrose ou R-Truth, en passant par Luke Harper, Dolph Ziggler, Daniel Bryan ou encore Stardust. Finalement, toutes ces superstars se révèleront être les adversaires pour le Ladder match.

### André The Giant Memorial Battle Royal
En 2014, Hulk Hogan a décidé de rendre hommage à l'un de ses plus célèbres rivaux, André The Giant, en organisant à WrestleMania 30 une bataille royale en son honneur. Lors de WrestleMania 30, Cesaro a remporté la bataille en portant un Body Slam sur le Big Show. Lors de l'édition de Monday Night Raw le lundi 22 février 2015, la WWE a annoncé que la bataille royale en mémoire d'André The Giant ferait son retour à WrestleMania 31. Les compétiteurs s'ajouteront au fil des semaines jusqu'à atteindre le nombre total de 30. Pour l'instant sont confirmés pour ce match :
- The Miz
- Curtis Axel
- Ryback
- Adam Rose
- Fandango
- Zack Ryder
- Jack Swagger
- Titus O'Neil
- Darren Young
- Big Show
- Kane
- Erick Rowan
- Damien Mizdow
- Sin Cara
- Goldust
- Heath Slater
- Mark Henry
- Viktor
- Konnor
- Hideo Itami
- Jimmy Usos
- Alex Riley
- Bo Dallas
- Kofi Kingston
- Big E.
- Xavier Woods
- Fernando
- Diego
- Cesaro
- Tyson Kidd

### Rivalité entre The Undertaker et Bray Wyatt

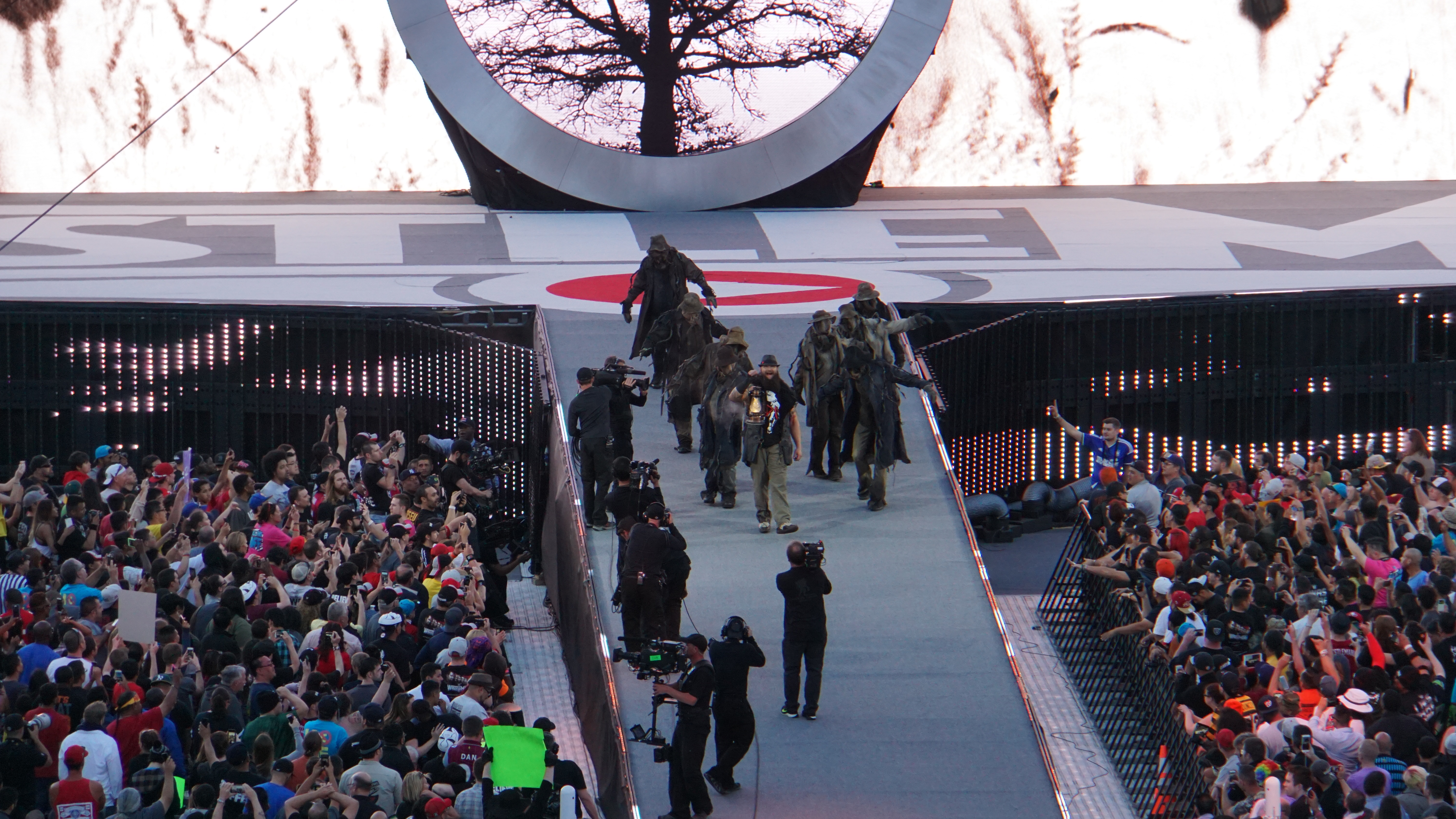
Bray Wyatt lors de son Entrée

Lors de Fast Lane, Bray Wyatt fait son apparition avec la musique, le cercueil et les druides de l'Undertaker et le défie pour WrestleMania. Durant les deux semaines suivantes, Bray Wyatt provoque The Undertaker en lui disant de venir le trouver. Le 9 mars à Raw, Bray Wyatt provoque The Undertaker en prenant son urne. Alors, la musique du Deadman sonne et finalement il n'appararaît pas mais sur le titantron, il accepte le challenge de Bray Wyatt avant de brûler la rocking chair de ce dernier ce qui officialise leur combat.

### Rivalité entre Rusev et John Cena

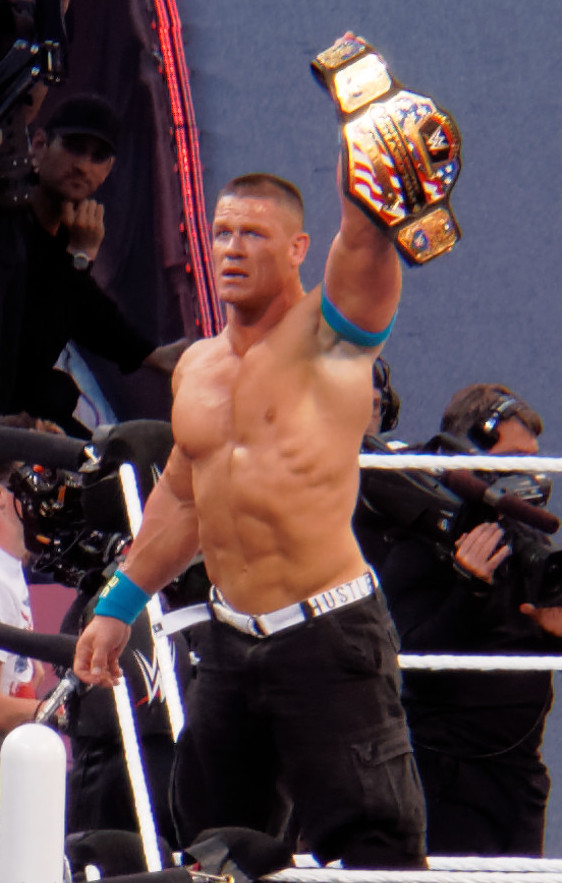
John Cena battant Rusev

Lors de Fast Lane, Rusev bat John Cena d'une manière controversée et conserve son United States Championship. Le lendemain à Raw, John Cena demande à un rematch à Rusev pour WrestleMania mais ce dernier refuse. La semaine suivante à Raw, Rusev dit que sa réponse reste la même. Le 9 mars à Raw, Rusev bat Curtis Axel dans un combat rapide et provoque le peuple américain. Alors, John Cena arrive et attaque ce dernier en lui portant deux STF. Il lui en porte ensuite un troisième ce qui contraint Lana à lui accorder un match pour le WWE United States Championship à WrestleMania. Mais celui-ci avec son nouvel agent refuse le combat et renverse la table, ou il devait signer le contrat, sur John Cena et s'en va en courant.

### Rivalité entre les Bella Twins, AJ Lee & Paige
À la suite de l'absence d'AJ Lee après TLC, la championne des Divas Nikki Bella et sa sœur Brie ont une nouvelle ennemie n°1 pour commencer 2015: Paige. Leur rivalité débute mais Paige n'est pas seule car elle se trouve une alliée, Natalya, et vont jusqu'à affronter les jumelles dans un match par équipes lors du Royal Rumble, mais les Bella Twins sortent victorieuses de ce match. Paige n'a pas dit son dernier mot et devient challengeuse au titre au Nikki. Elles s'affrontent à Fastlane dans un match que Nikki gagnera. Paige obtient une autre chance au titre des Divas le 2 mars à Raw, mais Brie Bella intervient dans le match en attaquant Paige. C'est à ce moment-là que AJ Lee fait son retour et attaque les Bella Twins pour sauver Paige. Une nouvelle alliance nait alors entre AJ et Paige, qui étaient rivales l'année passée. Les semaines suivantes, elles font équipe ensemble et s'accompagnent pour leurs matchs respectifs, tandis que les Bella Twins continuent de critiquer Paige et AJ Lee ainsi que leur statut dans la division des Divas. Un match par équipes est alors annoncé pour WrestleMania 31 où AJ Lee et Paige affronteront les Bella Twins.

### Rivalité entre Randy Orton et Seth Rollins

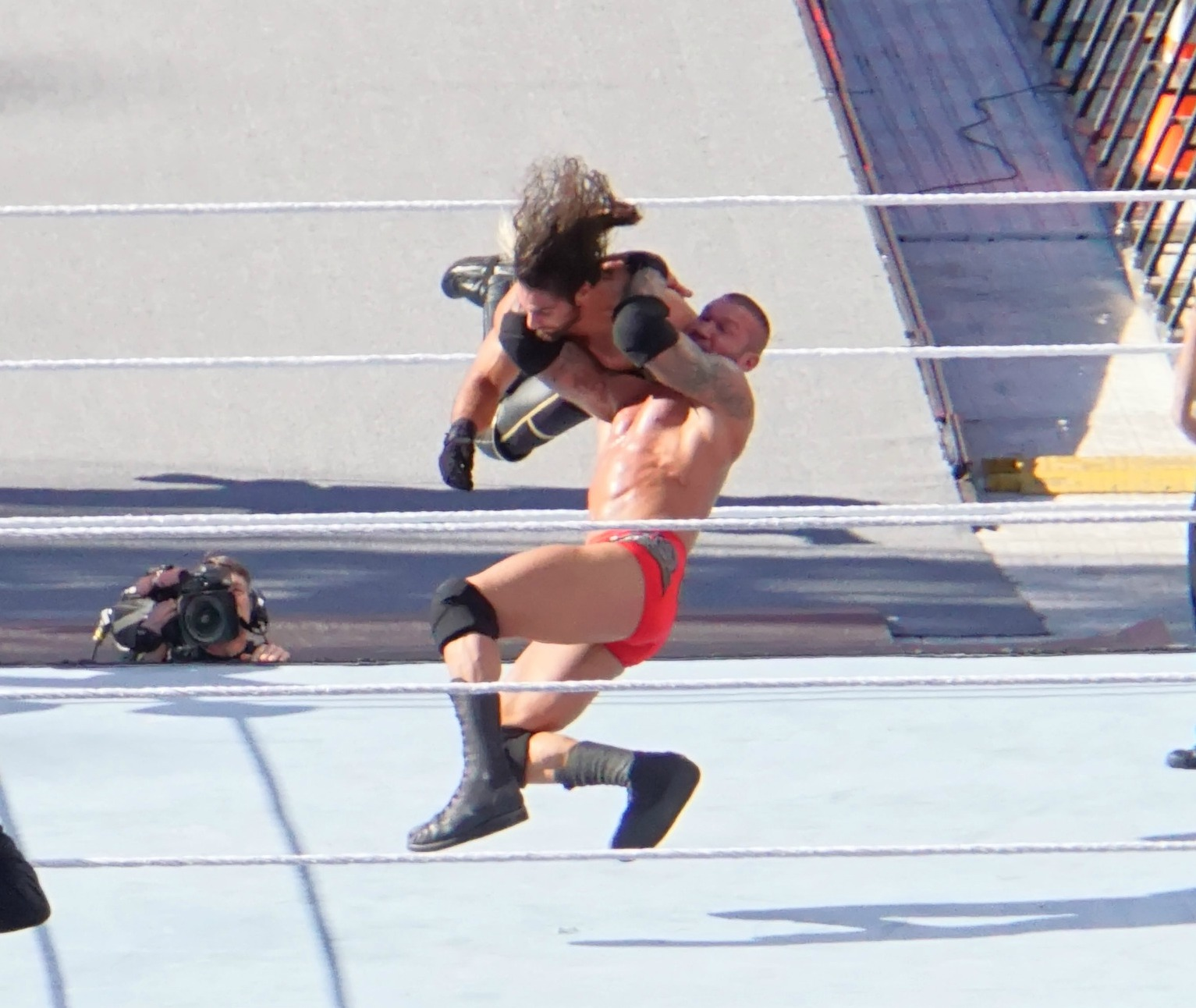
Randy Orton Effectuant son RKO sur Seth Rollins.

Le 3 novembre à Raw, Seth Rollins attaque Randy Orton en lui portant un Curb Stomp sur la table des commentateurs puis un sur la marche d'escalier. Lors de Fast Lane, Randy Orton fait son grand retour et attaque tous les membres de l'Autorité. Durant les deux Raw suivants, la tension se fait ressentir entre Randy Orton et le reste de l'autorité. Le 9 mars à Raw, Randy Orton et Seth Rollins perdent contre Roman Reigns. À la fin du match, Randy Orton se retourne contre The Authority en attaquant Seth Rollins, il finit par lui porter le RKO à travers la table des commentateurs. Le 12 mars à Smackdown, une interview de Randy Orton est diffusée où il défie Seth Rollins pour WrestleMania. Le 16 mars à Raw, Seth Rollins accepte le défi de Randy Orton.

## Tableau des matchs
| #                                                                | Matchs | Stipulations                                                                                              | Durée |
| ---------------------------------------------------------------- | --- | --- | ----- |
| Pré-Show                                                         | Cesaro et Tyson Kidd (c) (avec Natalya) battent The Usos (Jimmy et Jey Uso) (avec Naomi), Los Matadores (Diego et Fernando (avec El Torito), The New Day (Big E et Kofi Kingston) (avec Xavier Woods) | Fatal four-way tag team match pour le WWE Tag Team Championship.                                          | 9:58  |
| Pré-Show                                                         | Big Show remporte The André The Giant Memorial Battle Royal en éliminant en dernier Damien Mizdow | Bataille royale pour le Andre The Giant Memorial Trophy                                                   | 18:05 |
| 1                                                                | Daniel Bryan bat Luke Harper, Bad News Barrett (c), R-Truth, Dean Ambrose, Dolph Ziggler et Stardust                                                                                                  | Ladder match pour le WWE Intercontinental Championship.                                                   | 13:47 |
| 2                                                                | Randy Orton bat Seth Rollins (avec Joey Mercury & Jamie Noble) | Match simple.                                                                                             | 13:15 |
| 3                                                                | Triple H bat Sting | No Disqualification match.                                                                                | 18:36 |
| 4                                                                | AJ Lee et Paige battent The Bella Twins (Brie et Nikki Bella) | Tag team match.                                                                                           | 6:42  |
| 5                                                                | John Cena bat Rusev (c) (avec Lana) | Match simple pour le WWE United States Championship.                                                      | 14:31 |
| 6                                                                | The Undertaker bat Bray Wyatt | Match simple. - La série d'invicibilité de l'Undertaker monte à 22 victoires et 1 défaite à WrestleMania. | 15:12 |
| 7                                                                | Seth Rollins bat Roman Reigns et Brock Lesnar (c) (avec Paul Heyman) | Match simple puis Triple threat match pour le WWE World Heavyweight Championship.                         | 16:43 |
| (c) désigne le(s) champion(s) défendant son titre dans le match. | | |       |

### Hall of Fame
Comme chaque année lors du plus grand spectacle de catch de l'année WrestleMania « The Grandest Stage of Them All » (« La plus grande scène de toutes »), la World Wrestling Entertainment (WWE) honore d'anciens employés de la World Wrestling Entertainment (anciennement World Wrestling Federation) et d'autres figures qui ont contribué au catch et au divertissement sportif en général en les intronisant parmi le WWE Hall of Fame. Cette année, 8 personnes ont été intronisées au WWE Hall of Fame 2015, 7 hommes et 1 femme). 6 d'entre eux sont des catcheurs.
| # | Introduit (Véritable nom)                           | Par              | Notes |
| - | --------------------------------------------------- | ---------------- | --- |
| 1 | "Macho Man" Randy Savage (Randall Mario Poffo)      | Hulk Hogan       | 1 fois champion intercontinental de la WWF 2 fois champion poids-lourds de la WWF 4 fois champion du monde poids-lourds de la WCW.                                                         |
| 2 | Arnold Schwarzenegger                               | Triple H         | |
| 3 | The Bushwhackers (Robert Miller) et (Brian Wickens) | John Laurinaitis | Célèbre équipe de catcheurs néo-zélandais qui a travaillé à la WWF de 1989 à 1996. |
| 4 | Rikishi (Solofa Fatu)                               | Jimmy & Jey Uso  | 1 fois WWF Intercontinental Champion 1 fois WWE Tag Team Champions 2 fois World Tag Team Champions.                                                                                        |
| 5 | Kevin Nash                                          | Shawn Michaels   | 5 fois WCW World Heavyweight Championship 9 fois WCW World Tag Team Championship 1 fois WWF Championship 1 fois WWF Intercontinental Championship, 2 fois WWF World Tag Team Championship. |
| 6 | Tatsumi Fujinami                                    | Ric Flair        | 1 fois WWF International Heavyweight Championship 1 fois WWWF Junior Heavyweight Championship.                                                                                             |
| 7 | Larry Zbyszko (Lawrence Whistler)                   | Bruno Sammartino | 1 fois WWWF Tag Team Championship. |
| 8 | Alundra Blayze (Debrah Miceli)                      | Natalya          | 1 fois championne poids-légers de la WCW 3 fois WWF Women's Championship. |

Au cours de cette cérémonie Connor Michalek, un fan de catch mort un an plus tôt à l'âge de huit ans va recevoir le Warrior Award.